# Pórosz (sziget)
Pórosz (görögül Πόρος [pórosz]) szigetpár a Szaróni szigetcsoport része Görögországban. 48 km-re van Pireusztól, a Peloponnészoszi-félszigettől pár száz méteres tengeri csatorna választja el. Népessége körülbelül 4000 fő.

## Földrajza
Területe körülbelül 31 km². Két szigetből áll, a délebbre található, vulkanikus kőzet alkotta, kis méretű Szfériából és a jóval nagyobb, északi Kalávriából, melyeket híd köt össze. A felszín hegyes. Az egyetlen itt található, nagyobb település az azonos nevű Pórosz városa, ezen kívül egyetlen másik település, Ájosz Nektáriosz található a szigeten, melynek népessége valamivel több mint 100 fő.
Gazdag növényvilággal rendelkezik: északi, valamint keleti és nyugati területein többnyire bokros-bozótos vegetáció található, míg a középső és déli részén nagy kiterjedésű píneaerdők terülnek el. Jó úthálózattal és megfelelő turisztikai infrastruktúrával rendelkezik, ami népszerűvé teszi rövid időtartamú üdülések céljára. Homokos partszakaszokban azonban szűkölködik a sziget, szinte csak a déli parton, Aszkeli városrész partszakaszán, valamint az északi parton található Vajiónia-öbölben találhatók strandolásra alkalmas területek.
A fősziget kőzetének fő anyaga üledékes kőzet (mészkő és homokkő), míg Szféria alapkőzete vulkanikus eredetű. A Kalávria középső részén található mészkő masszívumban víznyelők és cseppkőbarlangok is találhatók. A mészkő alapkőzetben gyakran bukkannak fel tengeri fosszíliák, drágakövek és fémércek előfordulása ugyanakkor nem ismeretes.

## Története
A legújabb kutatások szerint Póroszt a bronzkor óta lakják, a szigeten talált, legkorábbi, emberi kéz munkájára utaló nyomok korát legalább 3000 évesre becsülik. 
A mai Kalávria szigetén található ókori település, Kalaureia Poszeidón istennek szentelt menedékhely volt, a Poszeidón-szentély a környező törzsek által alkotott szövetség központja volt. Romjai ma is megtekinthetők és látogathatók egy hegytetőn, nem messze Pórosz városától.
A bizánci korban a szigetet sokszor támadták meg kalózok. Görögország oszmán megszállása alatt Pórosz független maradt, később a görög szabadságharc alatt pedig jelentős mértékben segítette a többi szigetet.
Az Oszmán Birodalommal való egyik békekötése folyományaként Oroszország haditengerészeti ellátóbázist alakított ki a szigeten, amit a 19. század végéig használtak. A 20. század elején fokozatosan elhagyták a bázist; a díszesen faragott kövekből készült épületek még meglévő romjait 1989-ben védett építészeti emléknek minősítették.

## Látnivalók
A szigeten lévő, a szigettel azonos nevű Pórosz kikötőjének fő nevezetessége az 1927-ben épült óratorony.

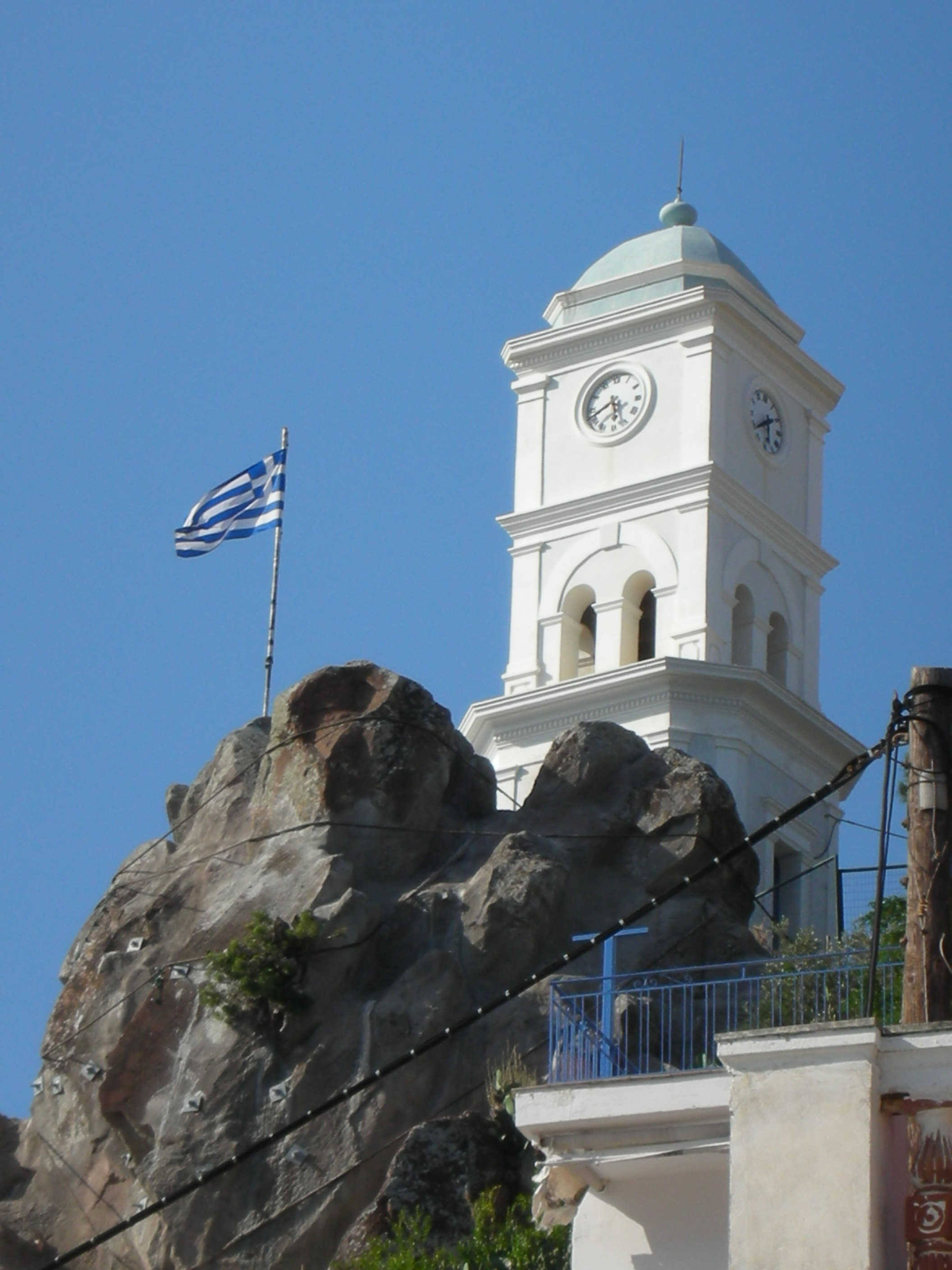
Óratorony
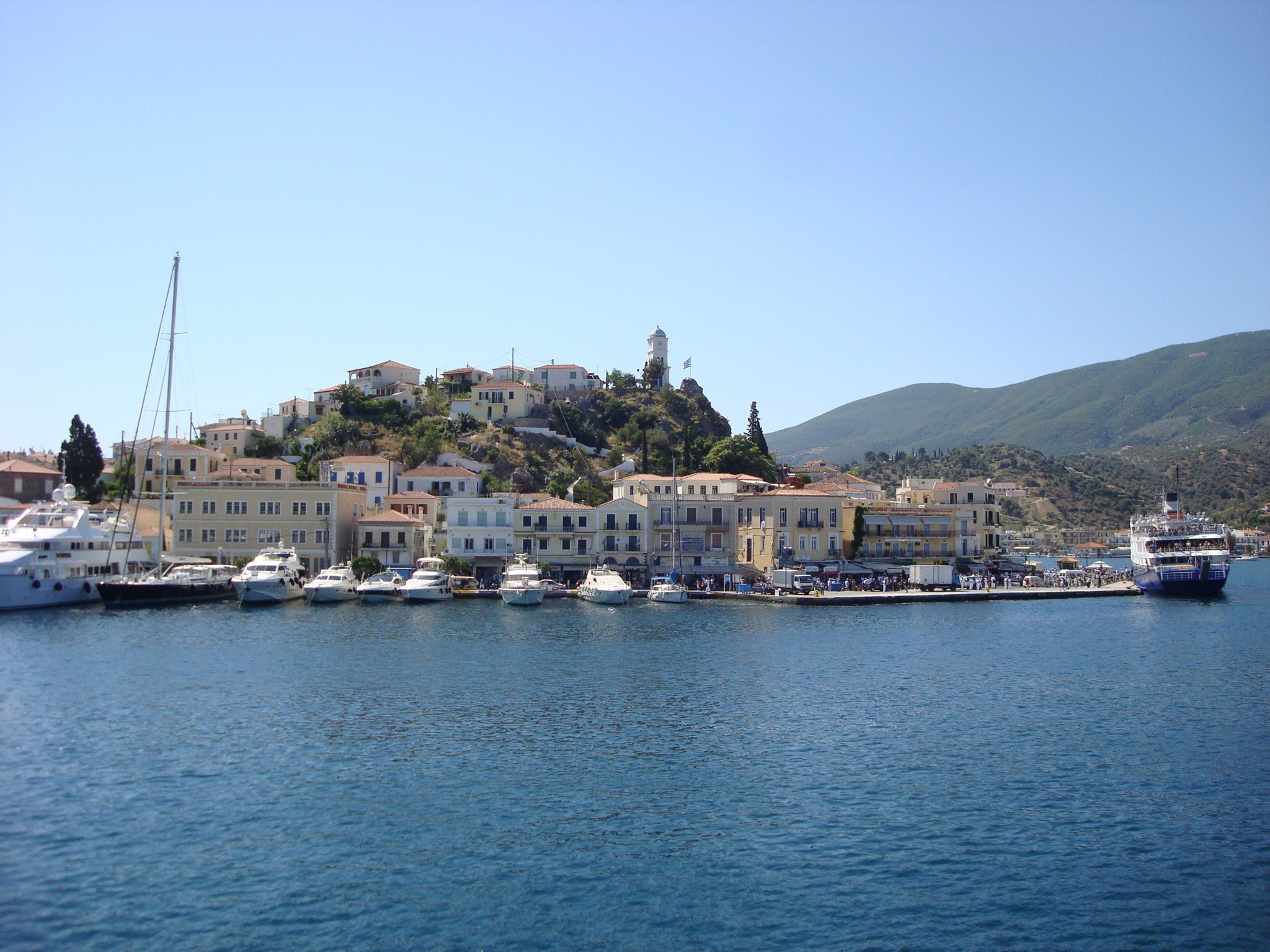
Kikötő
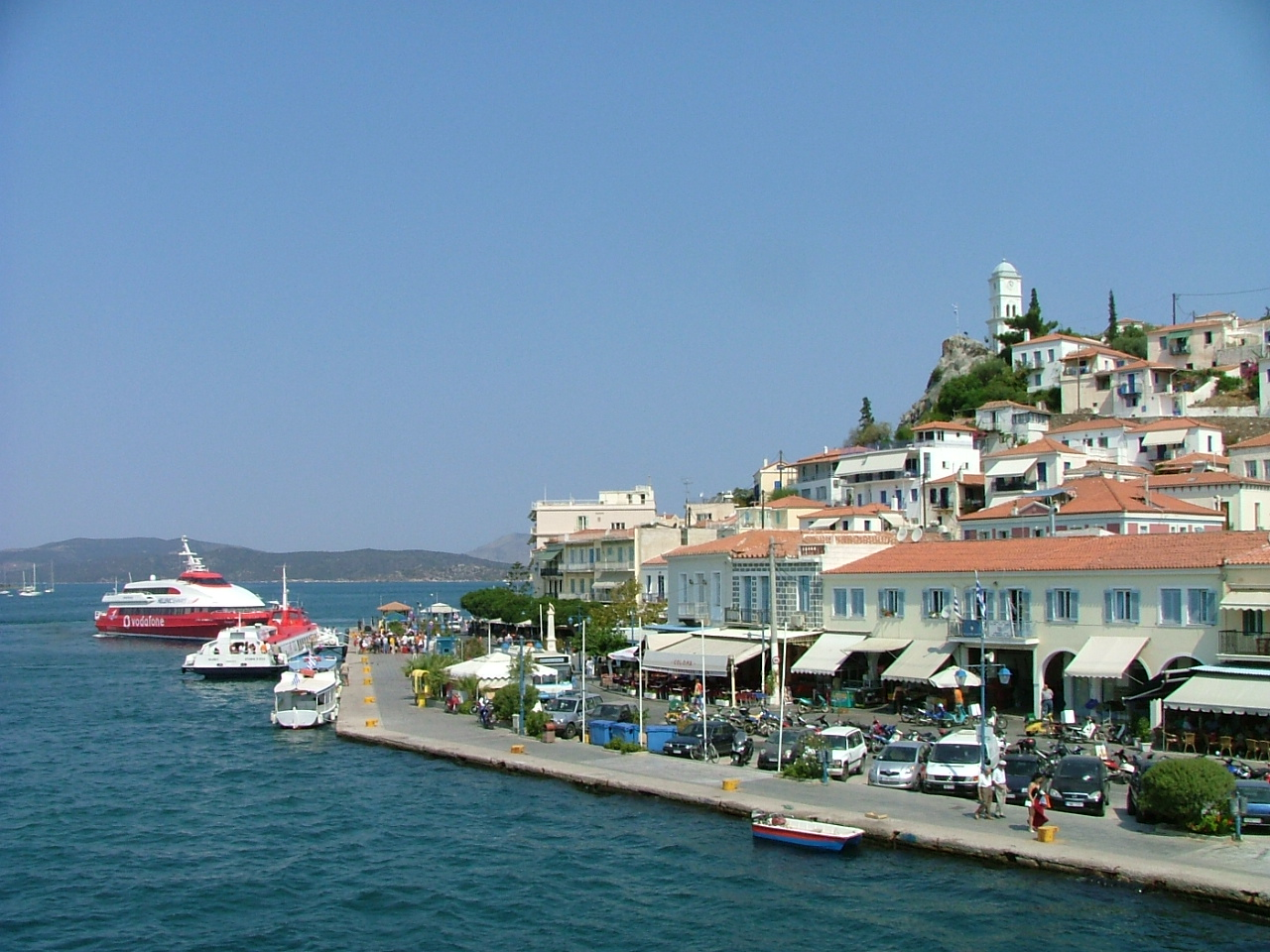
Szaroniszi öböl
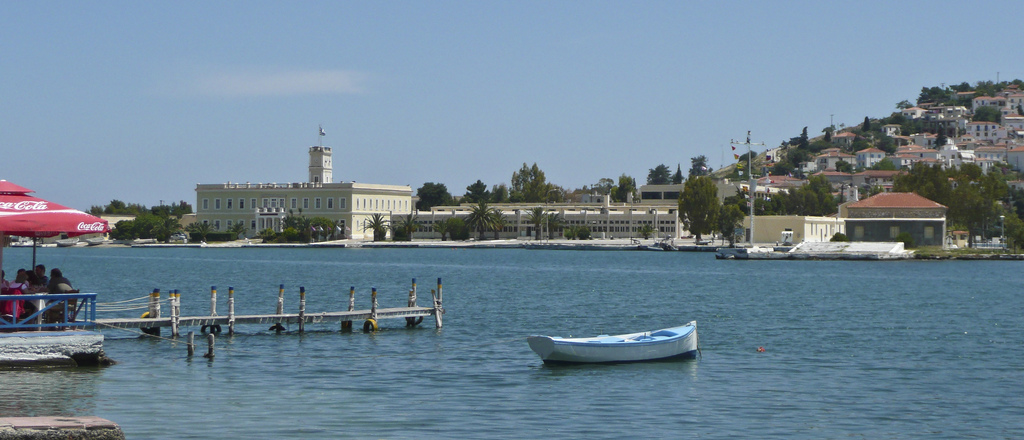
A görög haditengerészet képzési központja

## Fordítás
- Ez a szócikk részben vagy egészben  a   Poros című angol Wikipédia-szócikk fordításán alapul.  Az eredeti cikk szerkesztőit annak laptörténete sorolja fel. Ez a jelzés csupán a megfogalmazás eredetét és a szerzői jogokat jelzi, nem szolgál a cikkben szereplő információk forrásmegjelöléseként.